# Ямальский мамонтёнок

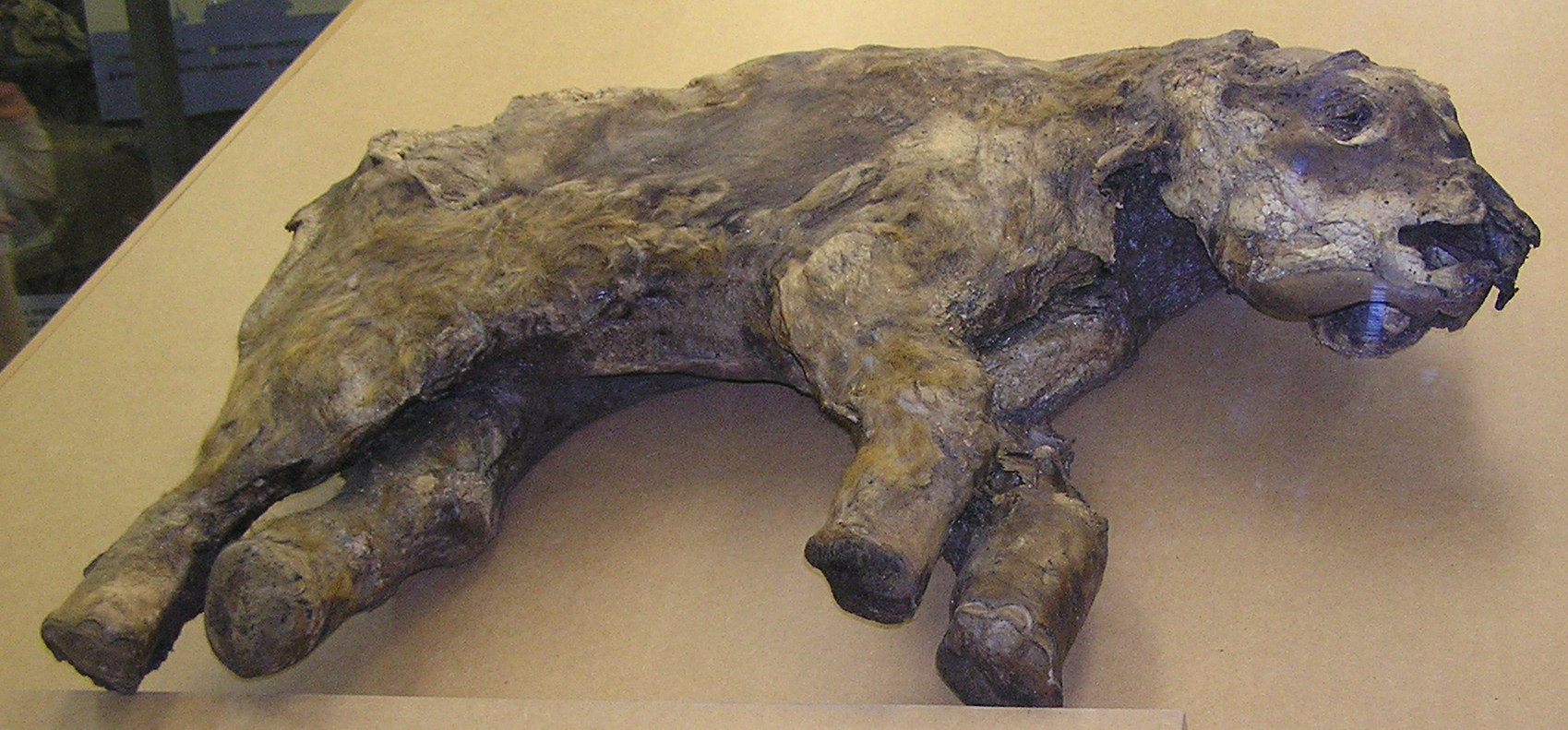

Ямальский мамонтёнок (мамонтёнок Маша) — сохранившийся в вечной мерзлоте экземпляр самки шерстистого мамонта возрастом 2—3 месяца, обнаруженный в 1988 году на восточном побережье полуострова Ямал. Под именем Маша этот мамонтёнок экспонировался на выставках в Швеции, США и Японии. Позднее был забальзамирован японскими учёными специальными смолами и находится в экспозиции Зоологического музея Зоологического института РАН в Санкт-Петербурге.

## История находки
Ямальский мамонтёнок был найден на полуострове Ямал в сентябре 1988 года на берегу речки Юрибетеяха, впадающей в Обскую губу, моряками теплохода «Порог». Тушу вымыло из берегового обрыва и снесло ледоходом вниз по течению, к устью.

## Описание
По-видимому, туша всё лето пролежала размороженная, поэтому сильно пострадала: отсутствовали хобот, хвост, левое ухо, в нескольких местах порвана шкура. На тыльной стороне правой ноги огромная рваная рана. Возможно, она и погубила животное. Волосяной покров на туше почти не сохранился. Детёнышу было не более 4 месяцев, и питался он ещё только молоком матери. Видимо, зверь погиб в начале зимы, провалившись под лёд.

## Древность находки
Радиоуглеродный анализ указывает, что возраст Ямальского мамонтёнка около 39 000 лет.